# رجم سبع الشمالي (المفرق)
رجم سبع الشمالي منطقة سكنية تقع في لواء قصبة المفرق، محافظة المفرق في الأردن. تنتمي المنطقة لقضاء المفرق الذي يضم 12 منطقة. يقدر عدد سكانها بـ 616 نسمة حسب إحصاء 2015.

## الوصلات الخارجية
- دائرة الاحصاءات العامة